# El Niño

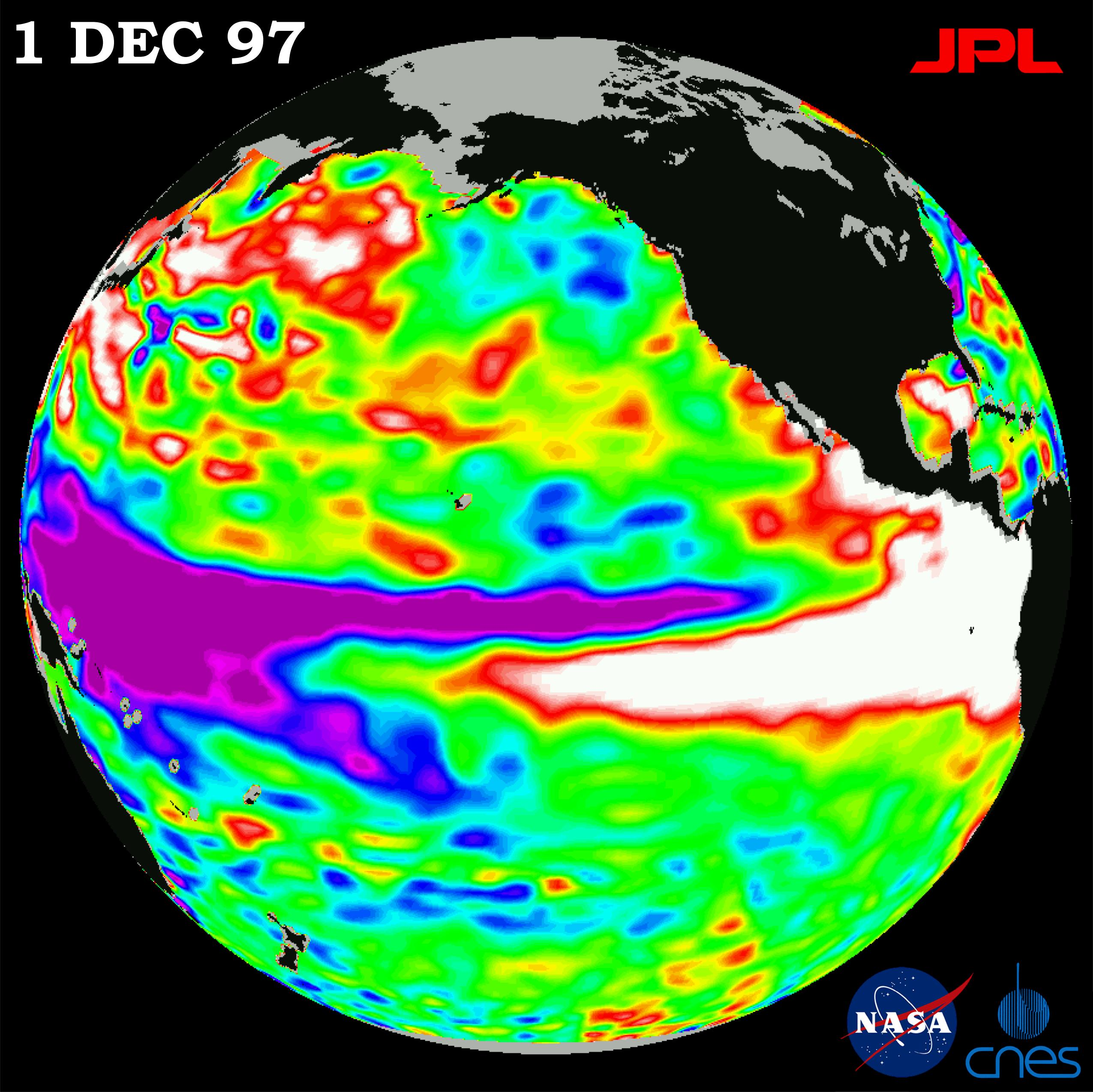
El Niño del 1997–98 osservato dal satellite artificiale TOPEX/Poseidon. Le aree bianche indicano l'insieme delle acque calde al di fuori delle coste tropicali occidentali della parte settentrionale dell'emisfero meridionale e tutte quelle dell'America centrale, come lungo la zona Centro-orientale e sudoccidentale dell'Oceano Pacifico.

El Niño-Oscillazione Meridionale (conosciuto anche con la sigla ENSO - El Niño-Southern Oscillation) è un fenomeno climatico periodico che provoca un forte riscaldamento delle acque superficiali dell'Oceano Pacifico Centro-Meridionale e Orientale (America Latina) nei mesi di dicembre e gennaio in media ogni cinque anni, con un periodo statisticamente variabile fra i tre e i sette anni. 
Il fenomeno provoca inondazioni nelle aree direttamente interessate, ma anche siccità nelle zone più lontane da esso e altre perturbazioni che variano a ogni sua manifestazione. I paesi in via di sviluppo che dipendono fortemente dall'agricoltura e dalla pesca, in particolare quelli che si affacciano sull'Oceano Pacifico, ne sono i più colpiti, sebbene si ritenga possa avere effetti anche su scala globale attraverso modificazioni della circolazione atmosferica in tutto il pianeta.

## Descrizione

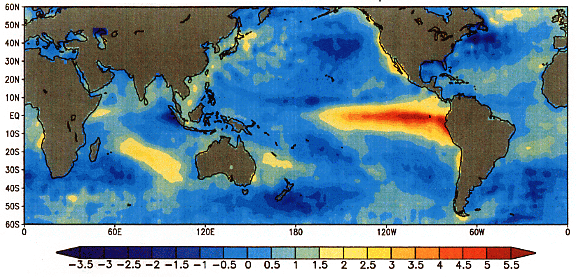
Carta delle anomalie di temperatura dell'Oceano Pacifico (°C) durante una condizione di El Niño (dicembre 1997)

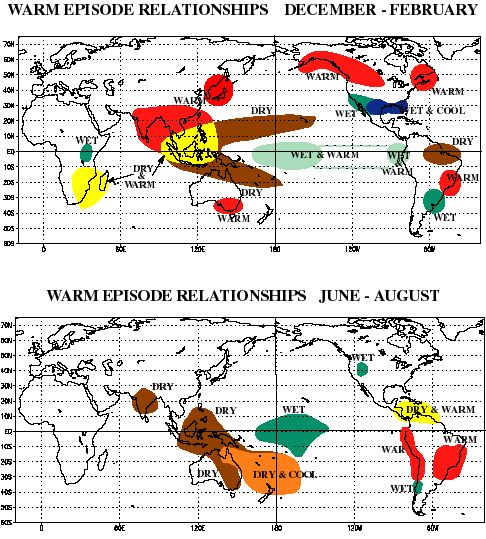
Effetti di "El Niño".

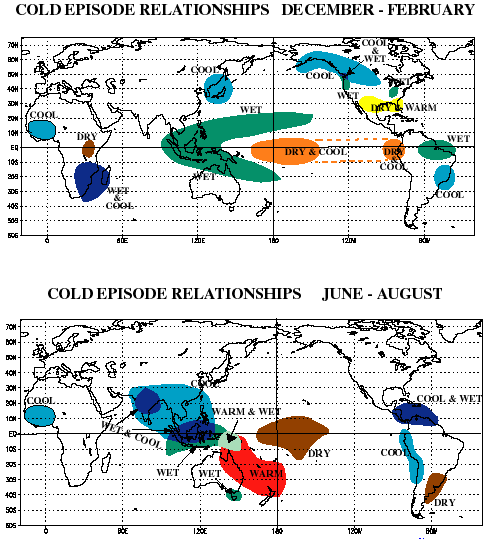
Effetti di "La Niña".

L'ENSO è una teleconnessione atmosferica accoppiata atmosfera-oceano che presenta una componente oceanica, El Niño e La Niña, il primo caratterizzato da un riscaldamento e la seconda da un raffreddamento sempre delle acque superficiali dell'Oceano Pacifico Centro-Meridionale e Orientale, e una componente atmosferica, chiamata "Oscillazione Meridionale", caratterizzata da cambiamenti dei livelli di pressione nel Pacifico centro-occidentale. 
Le due componenti sono mutuamente accoppiate e reciprocamente coinvolte: quando è in corso la fase di riscaldamento delle acque (El Niño), la pressione del Pacifico occidentale è alta e quando è in corso la fase di raffreddamento delle acque (La Niña), la pressione del Pacifico occidentale è bassa. Le cause di queste oscillazioni sono tuttora in fase di studio.

### El Niño
Per definizione si è in presenza di El Niño quando la superficie della parte centrale dell'Oceano Pacifico manifesta un incremento della temperatura di almeno 0,5 °C per un periodo di tempo non inferiore ai 5 mesi. Se invece la temperatura è inferiore alla media stagionale di almeno 0,5 °C nello stesso periodo si è in presenza della fase opposta detta Niña. Queste oscillazioni sono periodiche, ma non perfettamente regolari ovvero con periodo variabile dai due ai sette anni e intensità anch'essa variabile. L'intensità massima di oscillazione di temperatura in genere raggiunta è dell'ordine di 3-4 gradi.
La fase El Niño s'instaura a causa del surriscaldamento delle acque superficiali oceaniche del Pacifico orientale che, attraverso l'aumentata convezione, modificano a loro volta la circolazione equatoriale dei venti e con essa la distribuzione delle precipitazioni, regolando l'alternanza di periodi di siccità e di maggiore piovosità lungo tutto il Pacifico Equatoriale. Dal punto di vista della circolazione atmosferica, in conseguenza delle variazioni termiche dell'oceano, con la fase El Niño si instaura una circolazione con aria ascendente sul Pacifico orientale ed una discendente in quello occidentale ovvero si assiste ad uno spostamento (shift) della Circolazione di Walker longitudinale verso oriente. 
Questa teleconnessione atmosferica è individuata, caratterizzata e quantificata dall'indice SOI (Southern Oscillation Index) che misura le oscillazioni di pressione tra punti fissi 'anticorrelati' della superficie terrestre come, ad esempio, Tahiti (Polinesia) e Darwin (Nord Australia). Dal punto di vista precipitazionale, in conseguenza dell'alterata circolazione atmosferica, la fase El Niño dell'ENSO porta a intense precipitazioni e tornado sull'America centro-meridionale, violenti uragani sull'intero Pacifico meridionale e in Australia settentrionale e determina periodi di siccità in Africa centro-occidentale fino all'Indonesia. Viceversa nella fase Niña si instaurano condizioni considerate 'normali' ovvero opposte con circolazione ascendente e forti precipitazioni sull'Indonesia e circolazione discendente e scarse precipitazioni sul Pacifico orientale.
Altro aspetto fondamentale che caratterizza gli effetti del Niño sull'ambiente, ovvero sull'ecosistema oceanico, è la variazione dell'apporto nutritivo di cibo che il fenomeno causa nell'Oceano Pacifico. La corrente calda che il Niño trasporta verso oriente risulta infatti estremamente povera di elementi nutritivi finendo per sostituire interamente la corrente fredda di Humboldt (presente invece nella fase Niña) che, attraverso la risalita delle acque profonde favorisce il trasferimento dalle profondità oceaniche del plancton, il quale assicura cibo a grandi quantità di pesce. Se tale situazione si protrae per lunghi periodi, l'equilibrio faunistico marino ne risulta stravolto finendo per ripercuotersi pesantemente sull'economia delle popolazioni sudamericane di Ecuador, Perù e Cile che vivono principalmente di pesca.
I due Niño più recenti ('82 e '97) sono stati anche i più ampiamente documentati e nell'inverno 2009-10 abbiamo assistito ad un Niño moderato-forte. Molti pensano che ciò possa legarsi all'aumento della temperatura media dell'oceano, dell'atmosfera e all'incremento dell'effetto serra, ma al momento ancora non è possibile fornire una risposta certa.

### La Niña
La Circolazione di Walker causa il movimento di masse d'acqua verso la costa occidentale dell'Oceano Pacifico. Questo generalmente causa un aumento del livello del mare sulla costa occidentale anche di 80–100 cm rispetto alla costa orientale. In una situazione di Niña si accentuano tali condizioni e le correnti d'acqua calda si intensificano verso ovest, gli alisei aumentano d'intensità e spingono l'aria ricca di umidità verso le coste indonesiane e australiane. In sostanza quindi, la Niña corrisponde alla situazione opposta del Niño, cioè amplifica le condizioni di circolazione oceanica e atmosferica normali.

## Cause
Le cause del Niño sono da ricercare nella presenza di due tipi di onde nella circolazione atmosferica(onde di Kelvin e onde di Rossby), che sono dirette in senso opposto le une rispetto alle altre. Le onde di Kelvin, più veloci, sono dirette verso est; le onde di Rossby sono, invece, più lente e dirette verso ovest. Ciò genera nel Pacifico un accumulo di acqua sulle coste sudamericane, che risulta in un sollevamento del livello dell'acqua di quasi un metro. 
Quando, a fine dicembre, i venti diretti da est ad ovest (gli alisei) si indeboliscono o addirittura si invertono, se si assiste anche alla Southern Oscillation, ossia ad una variazione della pressione atmosferica tra l'Australia e il Pacifico, l'energia accumulata sulle coste orientali del Pacifico viene rilasciata verso ovest. Ciò provoca, quindi, forti piogge e un abbassamento delle temperature sulle coste sudamericane del Pacifico e siccità e un innalzamento delle temperature sulle coste occidentali del Pacifico (Indonesia, Asia sud-orientale). Dall'analisi delle velocità delle onde di Kelvin e di Rossby, si calcola il tempo impiegato per ristabilire la situazione normale, che è pari circa a 12-18 mesi.

## Effetti

Schema dell'influenza sul clima delle acque superficiali del Pacifico nella situazione "normale" (a sinistra) e in presenza del Niño (a destra). In ciascun riquadro le terre a sinistra appartengono all'Asia e quelle a destra al Sudamerica.

### Effetti a scala globale
Oltre agli effetti diretti in loco ovvero sul Pacifico, l'ENSO è ritenuto la più nota causa di variabilità interannuale delle condizioni meteorologiche e climatiche a scala globale nel mondo, con una frequenza che va dai tre agli otto anni. Le conseguenze principali di questo fenomeno si possono riscontrare nell'Oceano Pacifico, Atlantico e Indiano. Nell'Oceano Pacifico, nei periodi di oscillazione termica in cui si verifica un forte aumento della temperatura delle acque superficiali, si produce il fenomeno del Niño, mentre con una forte diminuzione si produce la Niña. Gli eventi dovuti all'ENSO sono sostanzialmente in fase tra l'Oceano Pacifico e quello Indiano, mentre si nota un ritardo di dodici-diciotto mesi fra l'ENSO del Pacifico e quello dell'Atlantico.

### Effetti nelle varie aree geografiche

#### Sudamerica
Il Niño provoca un'alta piovosità lungo la costa occidentale del Sudamerica, su regioni solitamente desertiche o semidesertiche, a cui si associano inondazioni anche di gravi proporzioni.
Il riscaldamento delle acque superficiali del Pacifico diminuisce la quantità di ossigeno disciolto nel mare e conseguentemente riduce l'abbondanza di pesci, con importanti contraccolpi economici soprattutto in Perù ed Ecuador.
Nel Sudamerica orientale (Brasile, Argentina) si può manifestare una maggiore umidità atmosferica durante l'estate, mentre gli inverni tendono a essere più miti e meno nevosi.

#### Nordamerica
In Nordamerica il Niño ha un effetto diverso a seconda della latitudine.
Nei Caraibi e nelle aree meridionali degli USA, dalla California alla Florida, provoca piogge abbondanti, in alcuni anni anche devastanti. Più a nord invece, dall'Oregon all'Alaska e, verso l'interno, fino all'incirca al Canada centrale, alza la temperatura, producendo inverni e primavere insolitamente miti.

#### Oceania
In Australia e nella Polinesia meridionale il Niño favorisce condizioni di siccità o di scarsità di piogge.
In alcuni arcipelaghi, come Tahiti e le Hawaii, il Niño può favorire anche la formazione di cicloni tropicali.

#### Asia
Sul Giappone e sulla Corea il Niño produce soprattutto un aumento delle temperature, con estati torride e inverni miti.
In molte parti dell'Asia meridionale, dall'Indonesia all'India, l'aumento di temperatura provocato dal Niño si accompagna a un'importante diminuzione delle piogge, fino ad annate di vera e propria siccità.

#### Altri continenti
In Africa il Niño si fa avvertire soprattutto nella porzione sud-orientale, dove provoca siccità e temperature più alte. Sul Corno d'Africa invece provoca piogge più abbondanti.
L'effetto del Niño in Europa è molto più leggero e non ancora ben chiarito.

## Andamento storico

### Prevedibilità
El Niño è un fenomeno caotico, ovvero pur essendo periodico non ha un andamento deterministico prevedibile sia nell'occorrenza che nell'intensità. Sono stati tuttavia sviluppati modelli stocastici per prevederlo. Queste nuove capacità di predire l'insorgenza di eventi ENSO a livello globale possono avere un forte impatto socioeconomico. 
Per quanto ENSO sia un componente naturale del clima terrestre, può dare però preoccupazione la sua intensità o frequenza, che può cambiare a causa del surriscaldamento del pianeta o anche viceversa influire mutuamente sull'entità di tale riscaldamento. 
La NOAA (National Oceanic and Atmospheric Administration) rilascia periodicamente un'analisi della situazione relativa all'ENSO e una previsione.

### Frequenza storica
Un grafico temporale di tutti gli episodi di El Niño verificatisi tra il 1900 e il 2016.
Si ritiene che gli episodi di El Niño si siano verificati per migliaia di anni. Per esempio, si ritiene che El Niño abbia influito sull'impero incaico nel Perù, che compiva sacrifici umani per tentare di prevenire le precipitazioni.
Ci furono almeno 30 episodi di El Niño dal 1900, con quelli del 1982-83, 1997–98 e 2014–16 tra i più forti a memoria. Dal 2000, gli episodi di El Niño sono stati osservati negli anni 2002–03, 2004–05, 2006–07, 2009–10 e 2014–16. I più forti episodi di ENSO sono stati registrati negli anni 1790–93, 1828, 1876–78, 1891, 1925–26, 1972–73, 1982–83, 1997–98, e 2014–16.